# ۱۴۷۶ (میلادی)
۱۴۷۶ (میلادی) هزار وچهارصد و هفتاد و ششمین سال تقویم میلادی است.

## درگذشتگان
‎